# Scink šestipruhý
Scink šestipruhý ( Chalcides sexlineatus ) je malý ještěr z čeledi scinkovitých. Dorůstá délky 16 - 18cm, z toho polovina připadá na ocas. Zbarvení je nahnědlé s šesti pruhy, ocas je modrozelený, kůže je lesklá. Rozšířen je pouze na Kanárském ostrově Gran Canaria. Žije samotářsky a většinu dne stráví zahrabaný v písku. Samice kladou 2 - 4 vejce.